# Copa Conmebol 1994
Die Copa Conmebol 1994 war die 3. Ausspielung des südamerikanischen Vereinsfußballwettbewerbs, der mit dem europäischen UEFA-Cup vergleichbar war. Es nahmen wie gehabt 16 Mannschaften teil. Der brasilianische Vertreter FC São Paulo gewann das Finale gegen den Vorjahresfinalisten Peñarol Montevideo.
Torschützenkönige wurden gemeinsam die Brasilianer Juninho Paulista vom FC São Paulo und Tupazinho von Corinthians sowie der Uruguayer Martín Rodríguez von Peñarol Montevideo mit jeweils fünf Treffern.

## 1. Runde
Die Spiele fanden vom 1. bis 11. November 1994 statt.
|                         | Gesamt          |                           | Hinspiel | Rückspiel |
| ----------------------- | --------------- | ------------------------- | -------- | --------- |
| Grêmio Porto Alegre     | 0:0 (5:6 i. E.) | FC São Paulo              | 0:0      | 0:0       |
| AC Minervén FC          | 1:1 (5:4 i. E.) | Botafogo FR               | 1:1      | 0:0       |
| Corinthians São Paulo   | 4:3             | EC Vitória                | 3:2      | 1:1       |
| Sporting Cristal        | 3:1             | CD El Nacional            | 2:1      | 1:0       |
| CA Lanús                | 3:3 (2:4 i. E.) | CA San Lorenzo de Almagro | 1:1      | 2:2       |
| CF Universidad de Chile | 9:1             | Oriente Petrolero         | 4:1      | 5:0       |
| Club Atlético Huracán   | 3:5             | Club Cerro Corá           | 1:4      | 2:1       |
| Peñarol Montevideo      | 2:1             | Danubio FC                | 2:0      | 0:1       |

## Viertelfinale
Die Spiele fanden vom 15. bis 24. November 1994 statt.
|                           | Gesamt |                         | Hinspiel | Rückspiel |
| ------------------------- | ------ | ----------------------- | -------- | --------- |
| FC São Paulo              | 3:1    | Sporting Cristal        | 3:1      | 0:0       |
| AC Minervén FC            | 02:11  | Corinthians São Paulo   | 2:5      | 0:6       |
| CA San Lorenzo de Almagro | 2:3    | CF Universidad de Chile | 1:0      | 1:3       |
| Club Cerro Corá           | 4:7    | Peñarol Montevideo      | 3:1      | 1:6       |

## Halbfinale
Die Spiele fanden vom 29. November bis 9. Dezember 1994 statt.
|                       | Gesamt          |                         | Hinspiel | Rückspiel |
| --------------------- | --------------- | ----------------------- | -------- | --------- |
| Corinthians São Paulo | 6:6 (4:5 i. E.) | FC São Paulo            | 3:4      | 3:2       |
| Peñarol Montevideo    | 3:1             | CF Universidad de Chile | 2:0      | 1:1       |

## Finale

### Hinspiel
| FC São Paulo                                                   | FC São Paulo | Peñarol Montevideo | Peñarol Montevideo |
| -------------------------------------------------------------- | --- | --- | ------------------ |
| FC São Paulo                                                   | \| 14. Dezember 1994 in São Paulo, Brasilien (Estádio do Morumbi) \| \| Ergebnis: 6:1 (1:1) \| \| Zuschauer: 5.000 \| \| Schiedsrichter: Iván Guerrero ( Chile) \| | \| 14. Dezember 1994 in São Paulo, Brasilien (Estádio do Morumbi) \| \| Ergebnis: 6:1 (1:1) \| \| Zuschauer: 5.000 \| \| Schiedsrichter: Iván Guerrero ( Chile) \|                                                                                   | Peñarol Montevideo |
| FC São Paulo                                                   | Rogério Ceni – Pavão, Nelson, Marcelo Bordon, Ronaldo Luís, Mona, Pereira, Denílson, Catê, Caio Ribeiro, Toninho Cheftrainer: Muricy Ramalho                       | Oscar Ferro – Washington Tais, Óscar Aguirregaray (Sergio Martínez), Enrique De Los Santos, Robert Lima, Nelson Gutiérrez, Diego Dorta, Danilo Baltierra, Pablo Bengoechea (Marcelo Otero), Carlos Aguilera, Darío Silva Cheftrainer: Gregorio Pérez | Peñarol Montevideo |
| FC São Paulo                                                   | 1:1 Caio (41.) 2:1 Catê (57.) 3:1 Toninho (71.) 4:1 Caio (75.) 5:1 Catê (83.) 6:1 Catê (89.)                                                                       | 0:1 Carlos Alberto Aguilera (4.) | Peñarol Montevideo |
| 14. Dezember 1994 in São Paulo, Brasilien (Estádio do Morumbi) | | |                    |
| Ergebnis: 6:1 (1:1)                                            | | |                    |
| Zuschauer: 5.000                                               | | |                    |
| Schiedsrichter: Iván Guerrero ( Chile)                         | | |                    |

### Rückspiel
| Peñarol Montevideo                                            | Peñarol Montevideo | FC São Paulo | FC São Paulo |
| ------------------------------------------------------------- | --- | --- | ------------ |
| Peñarol Montevideo                                            | \| 21. Dezember 1994 in Montevideo, Uruguay (Estadio Centenario) \| \| Ergebnis: 3:0 (0:0) \| \| Schiedsrichter: Javier Castrilli ( Argentinien) \| | \| 21. Dezember 1994 in Montevideo, Uruguay (Estadio Centenario) \| \| Ergebnis: 3:0 (0:0) \| \| Schiedsrichter: Javier Castrilli ( Argentinien) \|                                | FC São Paulo |
| Peñarol Montevideo                                            | Oscar Ferro – Washington Tais, Óscar Aguirregaray, Enrique De Los Santos, Martín Rodríguez, Marcelo Romero, Diego Dorta, Pablo Bengoechea (Sergio Martínez), Marcelo Otero (Carlos Aguilera), Antonio Pacheco, Darío Silva Cheftrainer: Gregorio Pérez | Rogério Ceni – Pavão, Nelson, Marcelo Bordon, Ronaldo Luís, Mona, Pereira, Claudemir Vítor, Juninho Paulista (Murilo), Caio Ribeiro, Denílson (Danilo) Cheftrainer: Muricy Ramalho | FC São Paulo |
| Peñarol Montevideo                                            | 1:0 Martín Rodríguez (57.) 2:0 Darío Silva (72.) 3:0 Martín Rodríguez (74.) | | FC São Paulo |
| 21. Dezember 1994 in Montevideo, Uruguay (Estadio Centenario) | | |              |
| Ergebnis: 3:0 (0:0)                                           | | |              |
| Schiedsrichter: Javier Castrilli ( Argentinien)               | | |              |